# Vlaštovkovití
Vlaštovkovití (Hirundinidae) jsou drobní hmyzožraví pěvci. Na kulaté hlavě je charakteristický krátký, hluboce rozeklaný zobák, uzpůsobený k lovu hmyzu za letu. Křídla bývají dlouhá, štíhlá a špičatá s devíti ručními letkami. Nohy bývají krátké a slabé, ptáci se po zemi pohybují jen výjimečně. Ocas je zpravidla vidličnatý. Zbarvení je u většiny druhů svrchu tmavé, až tmavě lesklé a spodina těla bílá. Samci i samice jsou zbarveni stejně. Většina druhů si lepí hnízda z různých materiálů, především z hlíny přilepeným k nějakému pevnému podkladu. Několik druhů si hloubí podzemní nory.
Vlaštovkovití jsou rozšířeni po téměř všech teplejších oblastech světa, jen na Novém Zélandu a v části Oceánie chybí. Tam, kde je v zimním období nedostatek hmyzu, jsou tažné.
V České republice žijí 3 druhy vlaštovkovitých – vlaštovka obecná, jiřička obecná a břehule říční. Na záletu byla pozorována rovněž břehule skalní a vlaštovka skalní.

## Systém vlaštovkovitých
České označení vlaštovka se používá pro mnoho různých rodů. Jedná se o rody, které v Česku nežijí, v seznamu jsou proto použita jen latinská označení tam, kde není adekvátní český rod. Podobně je to i u rodu břehule a jiřička, ale tam je rod uveden u všech latinských verzí, aby se odlišily od vlaštovek, odkaz z české verze jména je však jen u „české“ břehule a jiřičky.
- podčeleď: Pseudochelidoninae
  - Pseudochelidon – břehule
- podčeleď: Hirundininae
  - Psalidoprocne – vlaštovka
  - Pseudhirundo – vlaštovka
  - Pygochelidon – vlaštovka
  - Cheramoeca – vlaštovka
  - Phedina – jiřička
  - Riparia – břehule
  - Tachycineta – vlaštovka
  - Progne – jiřička
  - Notiochelidon – vlaštovka
  - Haplochelidon
  - Atticora – vlaštovka
  - Neochelidon – vlaštovka
  - Stelgidopteryx
  - Alopochelidon
  - Hirundo – vlaštovka (např. vlaštovka obecná)
  - Ptyonoprogne – břehule
  - Delichon – jiřička (např. jiřička obecná)
  - Cecropis – vlaštovka (např. vlaštovka skalní)
  - Petrochelidon – vlaštovka (např. vlaštovka pestrá)